# 俄罗斯佐领
俄罗斯佐领（转写：oros niru）即镶黄旗满洲都统第四参领第十七佐领，因为由顺治、康熙年间归附的俄罗斯人丁组成，故俗称俄罗斯佐领。
编立之初以伍朗格里为佐领。伍朗格里死后，其子罗多浑继任。罗多浑死后，该佐领归入公中。佐领下人只能担任五品以下武职。他们的后裔被称作阿尔巴津人，1949年后因所居之处的不同被分别归类为满族和中国俄罗斯族等。

### 引用
1. 1 2  福格 1984，第6頁
2. ↑  鄂尔泰等 1985，第38頁